# Ryssgården
| Vänster: Ryssgården 1952 med slutstation för tunnelbanan, höger: Ryssgården 2005 med Stadsmuseet i Stockholm i bakgrunden. |  | Vänster: Ryssgården 1952 med slutstation för tunnelbanan, höger: Ryssgården 2005 med Stadsmuseet i Stockholm i bakgrunden. |
| Vänster: Ryssgården 1952 med slutstation för tunnelbanan, höger: Ryssgården 2005 med Stadsmuseet i Stockholm i bakgrunden. |  | |

Ryssgården är en öppen plats i stadsdelen Södermalm i Stockholm. Ryssgården ligger mellan Södermalmstorg, Katarinavägen och Peter Myndes backe. Från Ryssgården når man tunnelbanestationen Slussen och huvudentrén till Stadsmuseet i Stockholm. En dominerande byggnad är Stockholms sjömanshem vid gårdens södra sida med adress Peter Myndes backe 3. På Ryssgården finns en modell av Merkurius som ingår i Sweden Solar System.

## Historik
Torget fick sitt nuvarande namn 1967, ett tidigare namn var Ryssegården (1645). På platsen har det varit upplagsplats för ryska stapelvaror 1641–1820. Från 1642 fanns inom området den så kallade "nya ryska vågen". I mitten av 1650-talet fanns här inte mindre än 74 bodar, här fanns både en bastu och en egen kyrka för de ryska köpmännen. Hamnområdet vid Ryssgården omtalades 1663 såsom Lastagien wid Ryssegårdz hambnen. I augusti 1680 startade en brand bland bodarna vilken ledde till att de flesta av dem förstördes. Branden orsakade också skador på angränsande byggnader såsom Södra stadshuset.

## Sammanbindningsbanan och tunnelbanan

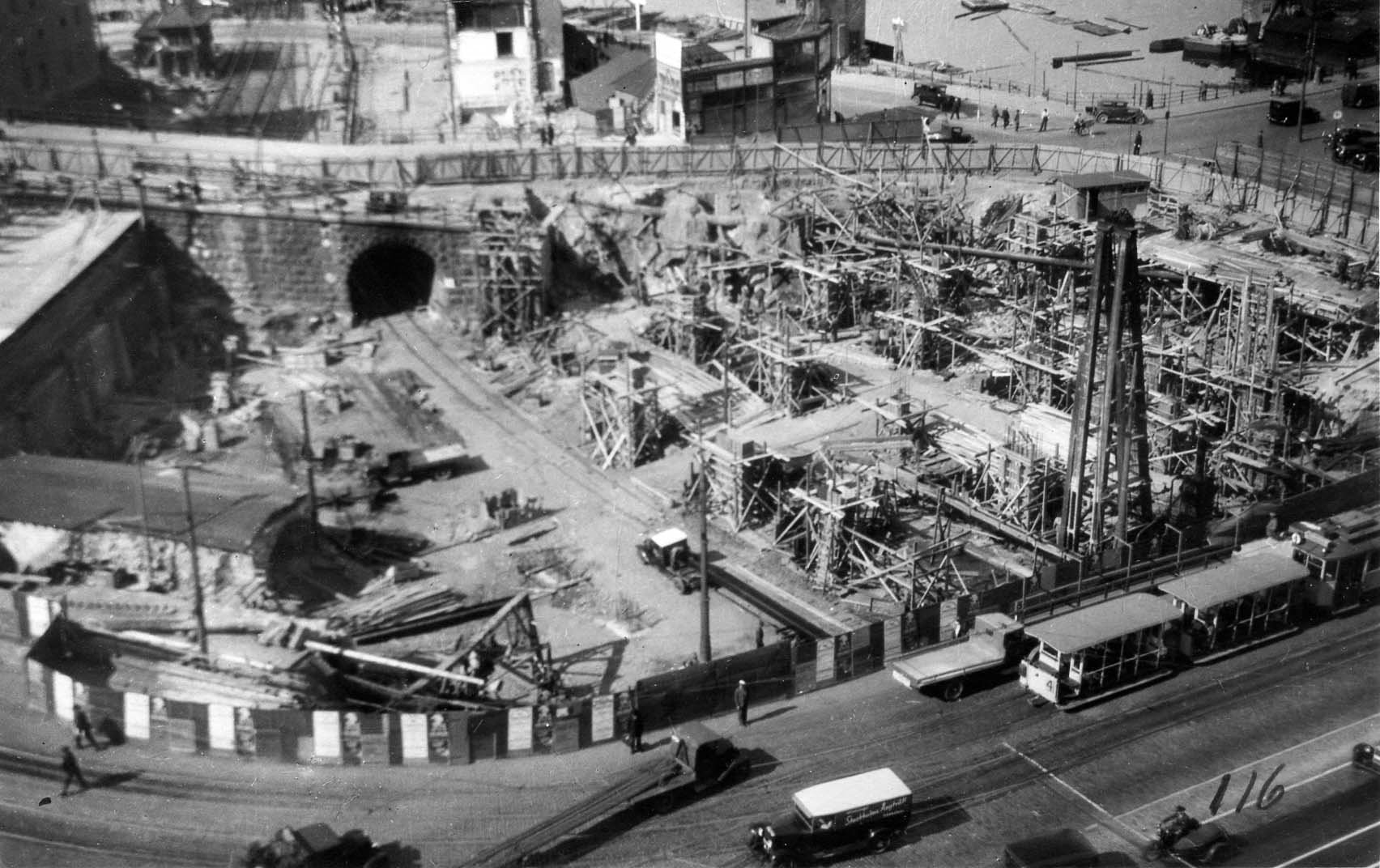
Tunnelbanebygget 1930-34, bild tagen från gamla Katarinahissen och rakt ner mot arbetsplatsen Slussen.

När Sammanbindningsbanan anlades på 1870-talet hade den nya järnvägens Södra tunneln sin mynning söder om Ryssgården. Tågen rullade fullt synliga över Ryssgården (där det fanns järnvägsbommar), passerade sedan i en kort tunnel under Brunnsbacken och Restaurang Pelikan och ångade slutligen vidare över broarna mot Centralstationen. I samband med ombyggnaden för Slussen 1950 gjordes spåret planskilt och däckades över, vilket gjorde att mynningen hamnade längre norrut.
På platsen fanns fram till 1950 en vändslinga för spårvagnarna, som gick i Katarinatunneln mellan Slussen och Medborgarplatsen, som var Stockholms föregångare till tunnelbanan. Från vändslingan gick det trappor upp till Södermalmstorg och Katarinavägen.
Stockholms tunnelbana drogs fram hit 1950, och Slussen blev ändstation för södra tunnelbanan. I början av 1960-talet överdäckade man tunnelbanestationen, som numera ligger 7 meter under torgets yta. Stationens huvudentré nås via torget.

## Framtidsplaner
I samband med projekt Slussen har en ny T-banentré anlagts vid torgets östra sida.

## Bilder

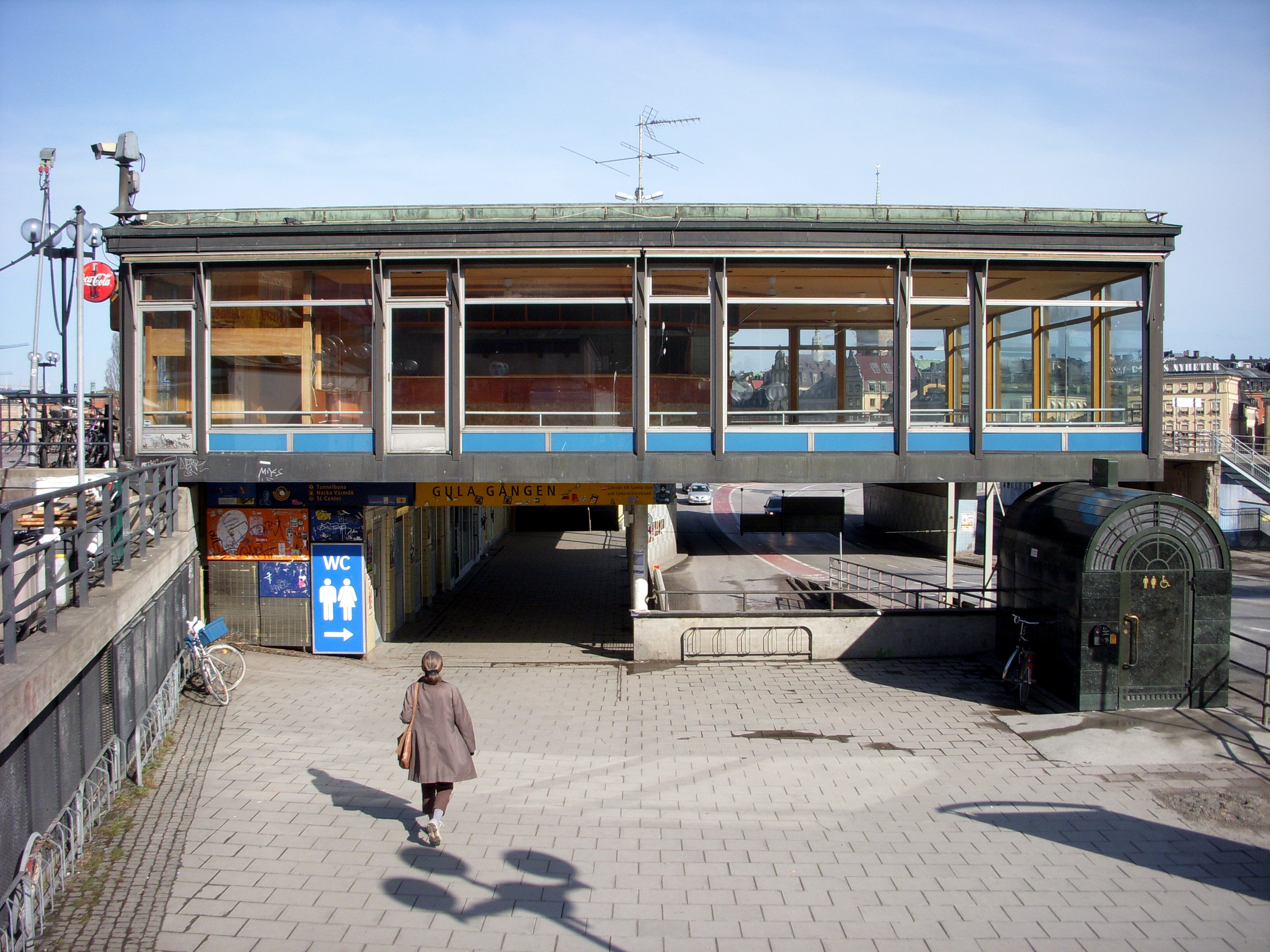
Restaurang Strömmen vid Ryssgårdens östra sida, april 2009
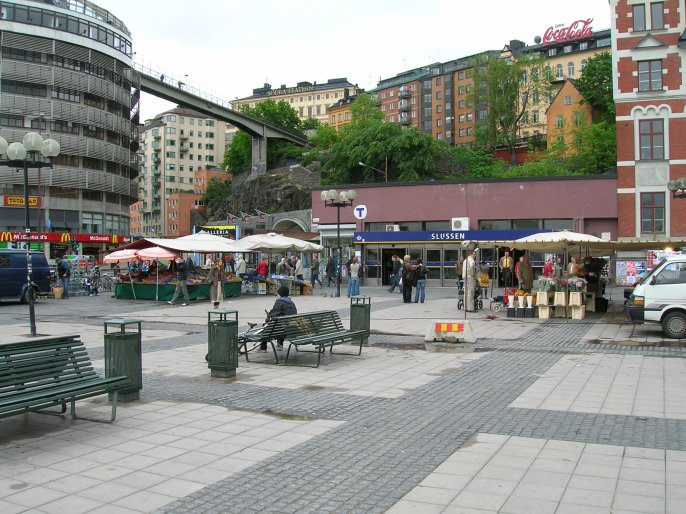
På torget säljs bl.a. blommor, frukt och grönsaker, 2005
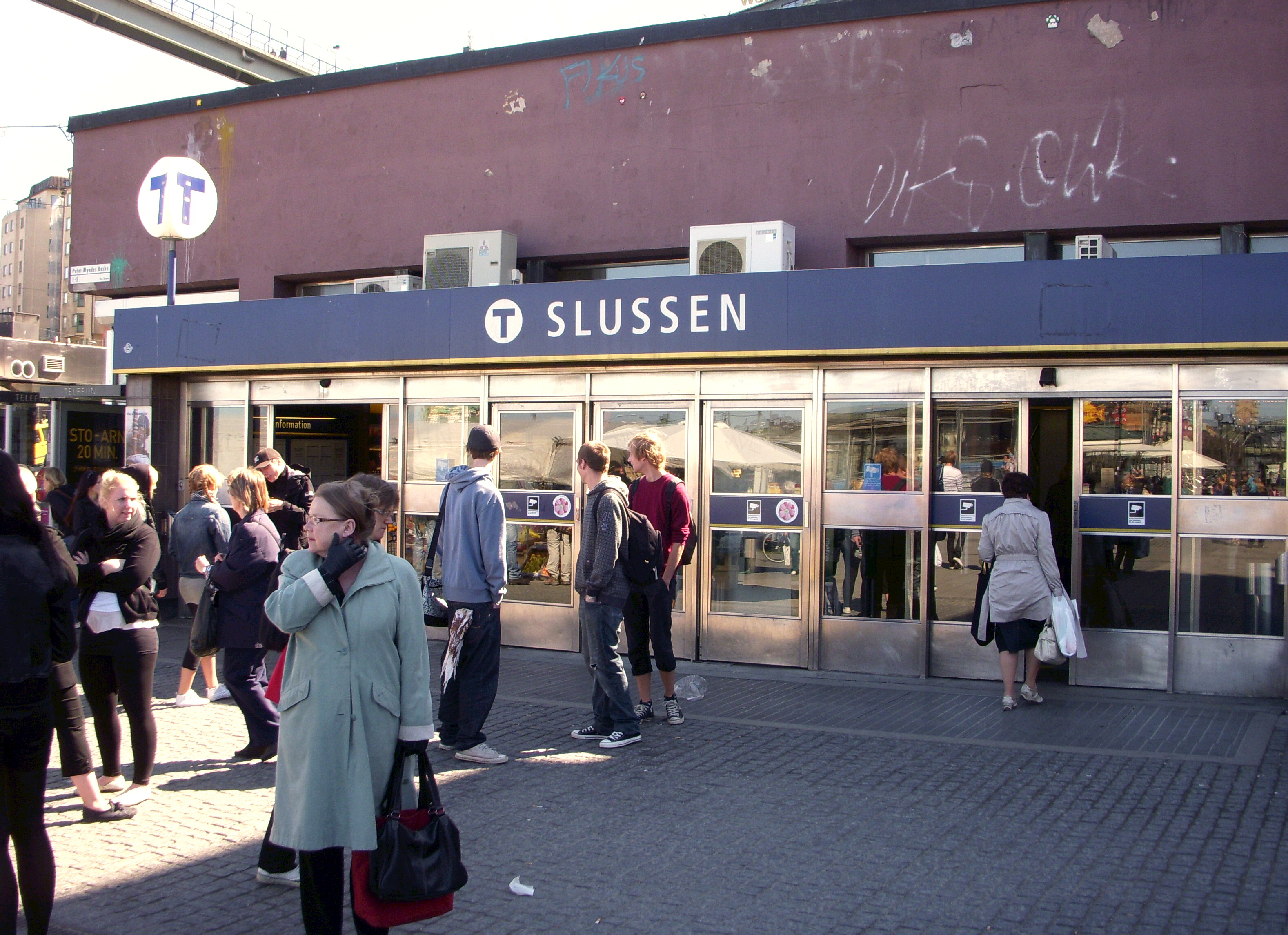
Entrén till tunnelbanan från Ryssgården, april 2009
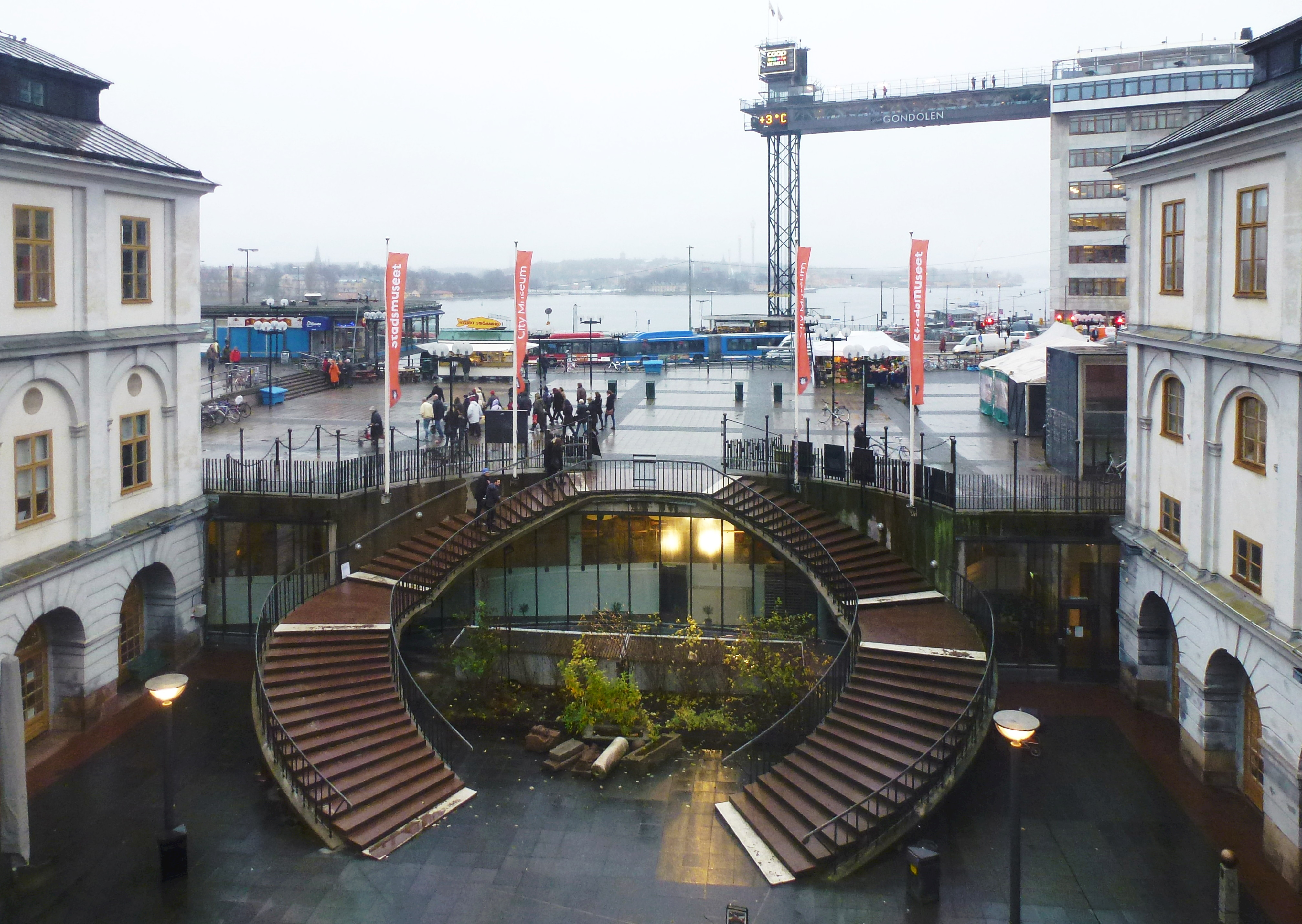
Ryssgården, vy från Stadsmuseet i Stockholm, 2013